# Michael Regner
Michael Regner (* 1986 in Bad Reichenhall) ist ein deutscher Komponist.

## Leben
Michael Regner studierte Schulmusik und Instrumental-Musikerziehung für Schlagwerk und Gesang an der Universität Mozarteum in Salzburg.
Schon während des Studiums komponierte er Filmmusiken zu deutschen Kurz- und Langfilmproduktionen. Hierzu gehören beispielsweise Wie du küsst (Kurzfilm 2012, Regie: Eva Trobisch), Der Weg war sein Ziel (Dokumentarfilm 2013, Regie: Christopher Dillig), und Meine Hütte (Co-Komposition mit Sebastian Pille, Dokumentarfilm BR 2013, Regie: Andrea Graas, Markus Frenzel).
Für das 2014 im ZDF erschienene Sonntagabend-Melodram Der Weg nach San José, bei dem Roland Suso Richter Regie führte, steuerte er zusammen mit Matthias Klein erstmals für einen Fernsehfilm die Musik bei.
Sein Kino-Debüt gab Regner im Jahr 2018 mit dem Psycho-Thriller Freddy/Eddy (Regie: Tini Tüllmann) und dem Roadmovie 303 von Regisseur Hans Weingartner.
Sein Titelsong zum Film 303 "Magnet Balls", gesungen von Sängerin Jana Iris, wurde für den Deutschen Filmmusikpreis 2018 in der Kategorie "Bester Song" nominiert.
Im Jahr 2020 komponierte Regner die Filmmusik und sieben Songs für den prominent besetzten Kinofilm "Gott, du kannst ein Arsch sein" von Regisseur André Erkau. (u. a. mit Sinje Irslinger, Max Hubacher, Til Schweiger, Heike Makatsch, Jürgen Vogel, Benno Fürmann und Jasmin Gerat.)
Für seine Komposition O Magnum Mysterium für gemischten Chor A cappella wurde Regner 2017 mit dem Silber-Preis beim internationalen Kompositionswettbewerb des Busan Choral Festivals in Südkorea ausgezeichnet.

## Filmografie (Auswahl)
- 2012: Wie du küsst (Kurzfilm, Regie: Eva Trobisch)
- 2013: Der Weg war sein Ziel (Dokumentarfilm, Regie: Christopher Dillig)
- 2013: Meine Hütte (Co-Komposition mit Sebastian Pille, Dokumentarfilm BR, Regie: Andrea Graas, Markus Frenzel)
- 2013: Däumelinchen (Regie: Theresa Braun)
- 2014: Der Weg nach San José (Co-Komposition mit Matthias Klein, ZDF, Regie: Roland Suso Richter)
- 2016: Lulu (Co-Composition mit Veronika Neuber, Regie: Chiara Grabmayr)
- 2016: Pistenzauber (Kurzfilm, Regie: Korbinian Dufter)
- 2018: Freddy/Eddy (Kinofilm, Regie: Tini Tüllmann)
- 2018: 303 (Kinofilm, Regie: Hans Weingartner)
- 2020: Gott, du kannst ein Arsch sein! (Kinofilm, Regie: André Erkau, Produzent: Tommy Wosch)
- 2020: Lucie – Läuft doch! (TV-Serie, VOX, 1. Staffel, 8 Episoden) – Rockstar   – Babygirl   – Troublemaker   – Pornoking  – Pissnelke  – Nullchecker   – Dramaqueen   – Vollidiot
- 2021: 303 Die Serie (TV Mini-Serie, BR)  – Entscheidungen werden getroffen  – Fliegen statt fallen  – Beziehungskonzepte und der innere Kommentator  – Lieben oder Verlieben   – Konkurrenz oder Kooperation   – Der Beginn einer Reise
- 2021: Friedmanns Vier (TV-/Web-Serie, RTL+/VOX, 1. Staffel, 8 Episoden, Regie: Alexander Costea, Buch und Produktion: Berit Walch)  – Ein Ende und ein Anfang  – Verhängnisvolle Nacht  – Love Hurts  – Gefährliche Liebe  – Zwei Väter  – Emmas Geheimnis  – Mayas Absturz  – Der Unfall
- 2024: Alle Jahre wieder (Fernsehfilm, Regie: Felix Herzogenrath)

## Auszeichnungen
- 2018: Nominiert für den Deutschen Filmmusikpreis 2018 in der Kategorie "Bester Song im Film" mit "Magnet Balls"[2]
- 2017: Zweiter Preis beim internationalen Kompositionswettbewerb des "Busan Choral Festival & Competition"